# Naha nemzetközi repülőtér
A Naha nemzetközi repülőtér, japán írásjelekkel 那覇空港 egy (IATA: OKA, ICAO: ROAH) nemzetközi repülőtér Japánban, Okinava szigetén, Naha közelében.

## Futópályák
A repülőtér futópályái:
- 18/36 (3000 m, 45 m)

## Forgalom
Az utasforgalom az elmúlt években az alábbi módon változott:
| Utasok száma | 11 233 913 | 12 544 777 | 13 494 406 | 15 173 957 | 14 525 656 | 16 039 825 | 18 336 030 | 21 382 843 | 9 208 224 | 19 120 641 |
|              | 2000       | 2003       | 2005       | 2008       | 2010       | 2013       | 2015       | 2018       | 2020      | 2023       |